# Мартин Андрій Геннадійович
Мартин Андрій Геннадійович (нар. 30 грудня 1978) — український науковець, завідувач кафедри землевпорядного проектування Національного університету біоресурсів і природокористування України, доктор економічних наук (2013), професор (2020), член-кореспондент Національної академії аграрних наук України (2020), член правління Спілки землевпорядників України, заступник Голови Ради Асоціації «Земельна спілка України».

## Біографія
Народився 30 грудня 1978 року у м. Києві. У 2000 році закінчив із відзнакою Національний аграрний університет за спеціальністю «Землевпорядкування та кадастр» та отримав кваліфікацію інженера-землевпорядника. У 2007 році закінчив Національний аграрний університет за спеціальністю «Правознавство» та отримав кваліфікацію спеціаліста права.
У 2004 році захистив дисертацію на здобуття наукового ступеня кандидата економічних наук на тему «Еколого-економічна оптимізація структури земельних угідь Полтавської області». У 2012 році присвоєно звання доцента кафедри землевпорядного проектування. У 2013 році захистив дисертацію на здобуття наукового ступеня доктора економічних наук на тему «Регулювання ринку земель в Україні».
Із 2000 по 2006 рік пройшов шлях від інженера до заступника директора з наукової роботи Головного науково-дослідного та проектного інституту землеустрою. Працював заступником директора з технічних питань Проекту Світового банку «Видача державних актів на право власності на землю в сільській місцевості та розвиток системи кадастру».
Із 2006 року доцент, завідувач кафедри землевпорядного проектування факультету землевпорядкування Національного університету біоресурсів і природокористування України.
У 2020 році обраний членом-кореспондентом Національної академії аграрних наук України за спеціальністю "Публічне управління та адміністрування (інноваційний розвиток земельних відносин)". Старший проектний менеджер офісу реформ Кабінету Міністрів України.
Проходив програми професійного навчання у галузі земельних відносин у Польщі, Німеччині, Франції та США. Учасник програм академічних обмінів у Польщі та Туреччині.

## Наукова діяльність
Відомий фахівець з питань землеустрою, економіки землекористування, оцінки земель, земельного кадастру, дозвільної системи та земельного права. Розробник та співрозробник багатьох нормативно-правових актів з питань земельних відносин, зокрема, законодавства щодо розмежування земель державної та комунальної власності, порядку проведення земельних торгів у формі аукціону, регулювання господарської діяльності з проведення робіт із землеустрою та землеоціночних робіт, методики визначення розміру шкоди, заподіяної внаслідок самовільного зайняття земельних ділянок, використання земельних ділянок не за цільовим призначенням, зняття ґрунтового покриву (родючого шару ґрунту) без спеціального дозволу, порядку визначення розміру збитків, завданих унаслідок непроведення робіт з рекультивації порушених земель, методик нормативної грошової оцінки земель сільськогосподарського та несільськогосподарського призначення, переліку особливо цінних груп ґрунтів, методики визначення розмірів шкоди, зумовленої забрудненням і засміченням земельних ресурсів через порушення природоохоронного законодавства.
Член редколегій науково-практичних журналів «Землевпорядний вісник», «Вісник аграрної науки», «Землеустрій та кадастр», «Землеустрій, кадастр і моніторинг земель».
Автор та співавтор понад 240 наукових публікацій, в тому числі 12 монографій та 37 навчально-методичних видань з питань землеустрою, територіального планування, оцінки земель, земельного кадастру, земельного права та охорони земель.
Підготував 12 кандидатів наук.

## Науково-технічна та громадська діяльність
Член Екзаменаційної комісії з експертної грошової оцінки земельних ділянок, член Екзаменаційної комісії з проведення кваліфікаційних іспитів на отримання кваліфікаційного свідоцтва ліцитатора з проведення земельних торгів. Включався до складу Кваліфікаційної комісії Державного агентства земельних ресурсів України, Експертно-апеляційної ради при Державному комітеті України з питань регуляторної політики та підприємництва. Член Громадської ради Міністерства регіонального розвитку та будівництва України. Консультант Програми розвитку ООН, Агентства США з міжнародного розвитку, Організації економічного співробітництва та розвитку (OECD) тощо.
Член правління та експертної ради саморегулівної організації оцінювачів ВГО «Спілка оцінювачів землі», заступник Голови Ради Асоціації «Земельна спілка України», член правління ВГО «Спілка землевпорядниківУкраїни», член Українського товариства геодезії та картографії.

## Нагороди і почесні звання
у 2006 році нагороджений Почесною грамотою Держкомзему України;
у 2011 році нагороджений відомчою відзнакою «Почесний землевпорядник України»;
у 2018 році нагороджений Подякою Міністерства освіти та науки України;
у 2020 році нагороджений Почесною грамотою Верховної Ради України за особливі заслуги перед Українським народом.